# سیدنی وایت
سیدنی وایت فیلمی کمدی نوجوانانه محصول سال ۲۰۰۷ با نقش آفرینی آماندا باینس، سارا پاکستون و مت لانگ است. این فیلم بر اساس داستان سفیدبرفی و هفت کوتوله ساخته شده است.

## خلاصه داستان
روایتی مدرن از داستان سفیدبرفی و هفت کوتوله که داستان یک دختر تازه‌وارد مدرسه با ۷ دانشجوی مطرود دیگر می‌خواهند علیه سیستم قیام کنند و آن‌جا را برهم بریزند…

## بازیگرها
| بازیگر                | نقش                     | بر اساس شخصیت    |
| --------------------- | ----------------------- | ---------------- |
| آماندا باینس          | سیدنی وایت              | سفید برفی        |
| مت لانگ               | تایلر پرنس              | شاهزاده          |
| سارا پاکستون          | ریچل ویچبورن            | ملکه شیطانی      |
| جک کارپنتر            | لنی                     | اسنیزی           |
| جرمی هوارد            | ترنس                    | داک              |
| دنی استرانگ           | جورکین                  | گرامپی           |
| سم لوین               | اسپانکی                 | هپی              |
| آدام هندرشات          | جرمی                    | باشفول           |
| دانته بونر            | امبل                    | اسلیپی           |
| آرنی پنتوجا           | جورج                    | دوپی             |
| کریستال هانت          | دمیتریا روزمید هاجکیس   | رز رد            |
| ویروس رایانه‌ای        | حمله به لپ‌تاپ اپل سیدنی | سیب مسموم        |
| فهرست بر روی کامپیوتر | لیست جذاب یا غیر جذاب   | آینه جادویی ملکه |
| کاپا فی نو            | کلوپ بانوان             | قلعه ملکه        |
| ورتکس                 | خانه دورک‌ها             | کلبه دورف‌ها      |

## گیشه
این فیلم در گیشه‌های ایالات متحده آمریکا با فروش ۵٫۱۹۶٫۳۸۰ دلار در هفته اول نمایش رتبه ۶ را در جدول بدست آورد.